# 樋上いたる
樋上 いたる（ひのうえ いたる、3月1日 - ）は、日本の女性原画家。ネクストン所属。大阪府出身。専門学校漫画家プロ養成科卒業。

## 人物
- ペンネームの由来はキャラクター名と樋上の友人の上司の名前から[1]。
- 好物は焼肉[1]。

## いたる絵
樋上いたるの描く特徴的な絵柄（極端に大きく描かれた目や顔の中心に集まった鼻と口など）は「いたる絵」と呼ばれる。これは下手な絵だと批判されることもあるが、ライターの佐藤心は絶妙な表情の描き方が神業レベルなのだと評価している。「人間の知性も感性も内面も、すべては工学的に記述可能である」とアートのあり方を批評した評論家である黒瀬陽平は、なぜ多くのプレイヤーが「いたる絵」で表現された美少女キャラクターの絶妙な表情の変化からリアリティを感じられたのかを、美術史家のアビ・ヴァールブルクが提唱した「情念定型」という概念を応用して説明している。

## 経歴
高校時代は漫画研究部に所属。漫画家を志望し、専門学校に進学、在学中にPCゲーム『同級生』に触れ、ゲーム業界に就職を希望する。が、当然ながら科が違うため学校に求人広告は無く、そのため自分で求人情報を探した結果、TGLでグラフィッカーとして採用される。未経験だったため、山本和枝の元で作業の仕方を教わることになる（当時の環境は16色のドット打ちだった模様）。TGL退社後、当時ビジュアルアーティストオフィスという社名だったビジュアルアーツに入社し、ボンびぃボンボンにてグラフィッカーとしてPCゲーム『たまご料理』に参加。1年でビジュアルアーティストオフィス退社後、ネクストンに入社して原画家に抜擢される。
Tacticsにて原画を担当していたが、折戸伸治・麻枝准・久弥直樹らと共に移籍する事をビジュアルアーツ社長の馬場隆博に相談し、了解を得る。その後は、Key立ち上げのメンバーとなった。
2006年には新ブランド・pekoeの『ぼくらはみんな、恋をする』でボーイズラブゲームの原画にも進出した。
2007年12月から2010年8月までの間、折戸・ちろと共にインターネットラジオ『Keyらじ』のパーソナリティを担当していた（番組中では「いたる」と名乗っている）。
2008年4月1日にKey公式サイトより発表されたKeyの完全最新作『Rewrite』では、企画原案も担当した。
2014年4月1日に自らのサイトでエイプリルフール企画として公開された格闘ゲームネタを元に、新プロジェクト『HOLY BREAKER!』として2014年12月のコミックマーケットでビジュアルノベルとして発売。
2016年9月20日に、ビジュアルアーツを退職しフリーになった事を発表した。
2021年9月1日に、ネクストンに入社する事を発表した。

## 原画担当作品

### ボンびいボンボン!（ビジュアルアーツ）
- たまご料理（1995年、サブ）[6]

### メイファーソフト（ネクストン）
- Phantom Lady（1996年、キャラクターデザイン/CG）[6]

### Tactics（ネクストン）
- 同棲（1997年）[6]
- MOON.（1997年）[6]
- ONE 〜輝く季節へ〜（1998年）[6]

### Key（ビジュアルアーツ）
- Kanon（1999年）[9]
- AIR（2000年）[9]
- CLANNAD（2004年）[10]
- リトルバスターズ!（2007年、キャラクター原案は小毬、葉留佳、来ヶ谷、佳奈多）[10]
  - リトルバスターズ!エクスタシー（2008年）
- Rewrite（2011年、企画原案も担当）[10]
- Rewrite Harvest festa!（2012年）
- Harmonia（2016年）[11]

### pekoe（ビジュアルアーツ）
- ぼくらはみんな、恋をする（2006年）[10]

### H.I.design office
- HOLY BREAKER! -THE WITCH BETRAYED BLUE MOON WICCA.-（2014年）
- HOLY BREAKER!2 -THE WISH IN THE NIGHT OF THE STAR TALERS.-（2015年）

### MangaGamer
- ～リトルリトル・リリック～ 恋するコロポックル（2018年）

### まふぃん
- はるかどらいぶ!（2018年）[12]
  - はるかどらいぶ! Plus Edition（2019年）[12]

### エンターグラム
- 幻想牢獄のカレイドスコープ（2020年）[13]

### novamicus（ネクストン）
- ONE.（2023年）
- Crossover Clover（2026年）

## 小説イラスト
key作品ノベライズ以外。
- SchoolHeart's 〜欠けた月と約束と〜（2008年、伏見つかさ、みかづき紅月、内田竜宮丞）アンソロジー
- Farewell,ours 〜夏の僕らは瞬きもできない場所へ〜（2016年、都乃河勇人）
- 桜の咲く頃、僕は妹と再会する。（2017年、わかつきひかる）アダルト
- マージナルナイト（2019年、田中ロミオ）
- 転生のお供にニワトリを！（2021-2022年、八神凪）全2巻

## エンドカード
- かんなぎ（第4話エンディングイラスト）
- 神のみぞ知るセカイ（第12話エンドカードイラスト）
- 俺たちに翼はない（第11話エンドカードイラスト）
- 僕は友達が少ないNEXT（第4話エンドカードイラスト）
- プリマドール（第6話エンドカードイラスト）

## その他
- 雑誌「GAMERS NAVI」（ゲーマーズナビ）の読者プレゼントである『CLANNAD』の一ノ瀬ことみを書いたイラスト入りいたる直筆サイン色紙がYahoo!オークションに開始価格1円で出品され、531,000円で落札されたことがある。

- 声はKey公式サイトで公開されているインターネットラジオ『Keyらじ』で聞くことができる。家電量販店ソフマップでMicrosoft Windows 7のDSP版販促商材に協力して販促品に人気が集まった。

- 毎週「樋上いたるのラクガキコラム」を描いている。

- 「VisualArt's 20th ビジュアルアーツ大感謝祭 LIVE2012 in YOKOHAMA ARENA ~きみとかなでるあしたへのうた~」にて、NanosizeMirがPhilosophyzを演奏時に、サプライズゲストとして折戸伸治と共に登場し、ギター演奏を披露した。